# Philodromus cinerascens
Philodromus cinerascens es una especie de araña cangrejo del género Philodromus, familia Philodromidae. Fue descrita científicamente por O. P.-Cambridge en 1885.